# Анн с двойно Н
„Анн с двойно Н“ (на английски: Anne with an E) е канадски телевизионен сериал, който е адаптация на детската литература „Анн от фермата Грийн Гейбълс“, написана от Луси Мод Монтгомъри през 1908 г. Той е създаден от Мойра Уоли-Бекет за CBC и главните роли се изпълняват от Еймибет Макнълти, Джералдин Джеймс, Далила Бет и Лукас Джейд Зуман.
Премиерата на сериала се състои на 19 март 2017 г. по CBC и на 12 май в световен мащаб по „Нетфликс“. Той е подновен за втори сезон през август 2017 г. и трети сезон през август 2018 г. След като третият сезон е излъчен през 2019 г., CBC и „Нетфликс“ обявяват, че сериалът е приключен.

## В България
В България сериалът започва на 8 септември 2021 г. по БНТ 1 с разписание всеки делник от 15:00 ч. Българският дублаж е направен от дирекция „Програмно съдържание“ и ролите се озвучават от Мариана Жикич, Гергана Стоянова, Елена Русалиева, Виктор Танев и Васил Бинев. Преводът е на Деляна Стоянова, а редактор е Веселина Пършорова.